# Calvyn Justus
Calvyn Justus, né le 14 décembre 1995 à Johannesbourg, est un nageur sud-africain. 

## Carrière
Calvyn Justus est médaillé d'argent du 4 × 100 mètres nage libre et médaillé de bronze du 4 × 200 mètres nage libre aux Jeux du Commonwealth de 2014 à Glasgow.
Il obtient la médaille d'or des relais 4 x 100 mètres nage libre et 4 x 200 mètres nage libre aux Jeux africains de 2015 à Brazzaville.
Il est ensuite médaillé d'or des relais 4 x 100 mètres nage libre, 4 x 200 mètres nage libre, 4 x 100 mètres quatre nages et 4 x 100 mètres nage libre mixte, médaillé d'argent du 100 mètres nage libre et médaillé de bronze du 200 mètres nage libre aux Championnats d'Afrique de natation 2016 à Bloemfontein. 
Il participe aux Jeux olympiques d'été de 2016 à Rio de Janeiro, où il est éliminé en séries du 200 mètres quatre nages.
Calvyn Justus est ensuite médaillé de bronze du 4 × 100 mètres quatre nages aux Jeux du Commonwealth de 2018 à Gold Coast.